# Hans Kaltneker
Hans Kaltneker, né le 2 février 1895 à Temesvár, en Hongrie, dans l'Empire austro-hongrois, l'actuelle Timișoara en Roumanie, et mort le 29 septembre 1919 à Gutenstein en Autriche, est un écrivain de langue allemande. 
C'est le principal représentant de l'expressionnisme littéraire en Autriche.

## Biographie
Hans Kaltneker est mort jeune de la tuberculose. Ses œuvres ont été publiées par une petite maison d'édition viennoise, Rosenbaum, puis après sa mort par le Paul Zsolnay Verlag. Paul Zsolnay, le fondateur, était un ami de lycée d'Hans Kaltneker.
Certains de ses poèmes ont été mis en musique par Erich Korngold, qui a également utilisé un drame de Kaltneker pour son opéra Das Wunder der Heliane.

## Ouvrages
- 1918, Die Opferung, drame
- 1921, Das Bergwerk, drame
- 1921, Die Liebe, nouvelle
- 1924, Die Schwester, mystère
- 1925, Dichtungen und Dramen, édités par Paul Zsolnay
- 1929, Die drei Erzählungen, nouvelles
- 1959, Gerichtet! Gerettet!, édité H. Himmel

## Sources
- (de) Notice biographique sur Austria-Forum.org